# Техносигнатура
Техносигнатура, или техномаркер — это какое-либо измеряемое свойство или эффект, обеспечивающий научное доказательство существовавшей в прошлом или современной технологии. Техносигнатуры аналогичны биосигнатурам, которые сигнализируют о наличии жизни, разумной или нет.
Некоторые авторы предпочитают исключить радиопередачи по определению, но такое ограниченное использование не является широко распространённым. Джилл Тартер предложила переименовать проект SETI (от англ. Search for Extraterrestrial Intelligence — поиск внеземного интеллекта) в «поиск техносигнатур». 
Разные типы техносигнатур, такие как истоки излучения из мегамасштабных астроинженерных сооружений, таких как сферы Дайсона, свет внеземного экуменополиса или двигатели Шкадова, которые способны изменять орбиты звёзд вокруг галактического центра, могут быть выявлены с помощью гипертелескопов. 
Некоторые примеры техносигнатур описаны в книге Пола Девиса 2010 года Страшное молчание, хотя термины «техносигнатура» и «техномаркер» в книге отсутствуют.

## Астроинженерные проекты
Гипотетическая сфера Дайсона, созданная формами жизни, обитающими в непосредственной близости от солнцеподобной звезды, может привести к увеличению количества инфракрасного излучения в излучаемом спектре звёздной системы. Поэтому Фримен Дайсон выбрал заголовок «Поиск искусственных звёздных источников инфракрасного излучения» для своей работы 1960 года на эту тему. SETI принял эти предположения в своём поиске, ища такие "сильно инфракрасные" спектры у аналогов Солнца. С 2005 года Фермилаб проводил постоянное исследование таких спектров, анализируя данные из IRAS.
Определение одного из многих инфракрасных источников как сферы Дайсона требовало бы усовершенствованных методов различения сферы Дайсона и природных источников. Фермилаб выявила 17 "неоднозначных" кандидатов, из которых четыре были названы "забавными, но всё ещё сомнительными". Другие поиски также привели к нескольким кандидатам, которые остаются неподтверждёнными. В октябре 2012 года астроному Джеффри Марси, одному из пионеров поиска экзопланет, был предоставлен грант на исследования для поиска данных с телескопа Кеплер, с целью выявления возможных признаков сфер Дайсона.
Двигатели Шкадова, которые имеют гипотетическую возможность изменять орбитальные пути звёзд, чтобы избежать различных опасностей для жизни, таких как холодные молекулярные облака или удар кометы, также будут выявляться подобным же образом как и транзит экзопланет, которые ищут с помощью «Кеплера». Однако, в отличие от планет, двигатели, вероятно, резко останавливаются над поверхностью звезды, а не пересекают её полностью, проявляя своё технологическое происхождение. Кроме того, доказательства целеустремлённого экзопланетного промышленного освоения астероидов также могут выявить внеземной разум.

## Планетарный анализ

### Искусственные тепло и свет
Ряд астрономов, в том числе Ави Лоеб из Гарвард-Смитсоновского центра астрофизики и Эдвин Л. Тернер из Принстонского университета предложили использовать искусственный свет от экзопланет, например, которые происходят из городов, отраслей промышленности и транспортных сетей, могут быть выявлены и сигнализировать о присутствии передовой цивилизации. Однако такие подходы позволяют допустить, что световая энергия, генерируемая цивилизацией, будет относительно сосредоточенной и поэтому может быть легко выявлена.
Свет и тепло, выявленные из планет, следует отличать от природных источников, чтобы окончательно доказать существование разумной жизни на планете. Например, эксперимент NASA 2012 года «Чёрный мрамор» показал, что значительные стабильные свет и источники тепла на Земле, такие как хронические лесные пожары в засушливой Западной Австралии, происходят в незаселённых районах и являются природными.

### Атмосферный анализ
Анализ планетных атмосфер, как это уже сделано на различных телах Солнечной системы и в основном на нескольких экзопланетах — горячих юпитерах, может выявить наличие химических вещество, которые вырабатываются технологическими цивилизациями. Например, атмосферные выбросы от промышленности на Земле, включая диоксид азота и хлорфторуглероды, можно обнаружить из космоса. Итак, искусственное загрязнение может быть обнаружено на экзопланетах. Однако остаётся возможность обнаружения ошибок; например, атмосфера Титана имеет заметные признаки сложных химических веществ, подобных тем, которые на Земле являются промышленными загрязнителями, хотя, очевидно, не являются побочным продуктом цивилизации. Некоторые учёные SETI предлагают искать искусственную атмосферу, созданную с помощью планетной инженерии, для создания сред, пригодных для жизни, для колонизации внеземным разумом.

## Внеземные артефакты и космические корабли

### Космический корабль
Межзвёздный космический корабль может быть обнаружен на расстоянии от сотен до тысяч световых лет с помощью разных форм излучения, таких как фотон, излучаемый ракетой на антиматерии или циклотронное излучение от взаимодействия магнитного ветрила с межзвёздной средой. Такой сигнал было бы легко отличить от природного сигнала и, следовательно, мог бы твёрдо установить существование внеземной жизни, если он был бы обнаружен. Кроме того, меньшие зонды Брейсвелла в самой Солнечной системе также могут быть обнаружены с помощью оптического или радиопоиска.

### Спутники
Менее передовой технологией и приближенной к современному технологическому уровню человечества является экзопояс Кларка, предложенный астрофизиком Гектором Сокасом-Наварро из Канарского института астрофизики. Этот гипотетический пояс был бы создан всеми искусственными спутниками, занимающими геостационарные/геосинхронные орбиты вокруг экзопланеты. Моделирование позволяет допустить, что очень плотный спутниковый пояс (который требует лишь умеренно более развитой цивилизации, чем наша) можно будет обнаружить с помощью существующих технологий в кривой блеска при транзите экзопланет.

## Научные проекты по поиску техносигнатур
Одну из первых попыток поиска сфер Дайсона сделал Вячеслав Слыш из Института космических исследований РАН в Москве в 1985 году, используя данные IRAS.
Другой поиск техносигнатур, приблизительно в 2001 году, включал анализ данных гамма-обсерватории Комптон касаемо следов антиматерии, которые, кроме одного "интригующего спектра, вероятно, не связанного з SETI", получился безрезультатным.
В 2005 году Фермилаб проводил постоянный обзор таких спектров, анализируя данные IRAS. Идентификация одного из многих инфракрасных источников как сферы Дайсона потребует усовершенствованных методов различения сферы Дайсона и природных источников. Фермилаб выявила 17 потенциальных "неоднозначных" кандидатов, четыре из которых были названы "забавными, но всё ещё сомнительными". Другие поиски также привели к нескольким кандидатам, которые, в то же время, не подтверждены.
В статье 2005 года Люк Арнольд предложил способ обнаружения артефактов размером с планету по их характерным признакам кривой блеска. Он показал, что такая техническая сигнатура была в пределах досягаемости космических миссий, направленных на обнаружение экзопланет с помощью транзитного метода, как и проекты "Коро" либо "Кеплер" на то время. Принцип обнаружения остаётся пригодным для будущих миссий поиска экзопланет.
В 2012 году трио астрономов во главе с Джейсоном Райтом начали двухгодовые поиски сферы Дайсона при содействии грантов Фонда Темплтона.
В 2013 году Джефф Марси получил финансирование с целью использования данных телескопа Кеплер для поиска сфер Дайсона и межзвёздной связи с помощью лазеров, а Люсьен Волкович получила финансирование для обнаружения искусственных сигнатур в звёздной фотометрии.
Начиная с 2016 года, астроном Жан-Люк Марго из UCLA осуществлял поиск технологических сигнатур с помощью больших радиотелескопов.
В 2016 году было предположено, что исчезающие звёзды могут быть вероятной техносигнатурой. Был осуществлён пилотный проект по поиску исчезающих звёзд, который нашёл один объект-кандидат. В 2019 году проект "Источники, которые появляются и исчезают, во время века наблюдений" (VASCO) начал более общие поиски звезд, которые появляются и исчезают, и других астрофизических переходных процессов. Они обнаружили 100 красных переходных процессов "наиболее вероятно природного происхождения", проанализировав при этом 15% данных изображений. В 2020 году сотрудничество VASCO начало гражданский научно-исследовательский проект, проверяя изображения многих тысяч объектов-кандидатов. Гражданский научный проект осуществляется в тесном сотрудничестве с школами и любительскими ассоциациями, главным образом в африканских странах. Проект VASCO называли "едва ли не самым всеобщим поиском артефактов в наши дни".
В июне 2020 года НАСА получило их первый(?) SETI — специфический грант за три десятилетия, который финансирует первый финансированный НАСА поиск техносигнатур передовых внеземных цивилизаций, кроме радиоволн, включая создание и распространение цифровой библиотеки техносигнатур в Интернете.